# Ringelwikke
De ringelwikke (Vicia hirsuta) is een plant uit de vlinderbloemenfamilie (Leguminosae), die in Nederland en België vrij algemeen voorkomt.
De plant wordt 15-60 cm hoog en het blad bestaat uit vier tot tien paar blaadjes. De steunblaadjes zijn half pijlvormig. De ringelwikke bloeit van mei tot juli met 2-4 mm grote, blauwachtig witte bloemen, die alleen of met tot acht (soms tot tien) bij elkaar in trossen zitten. De kelktanden zijn langer dan de kelkbuis, maar niet of nauwelijks langer dan de bloemkroon.
De peul is behaard, is 7-11 mm lang en bevat meestal twee, 2,5 tot 3 mm grote zaden.

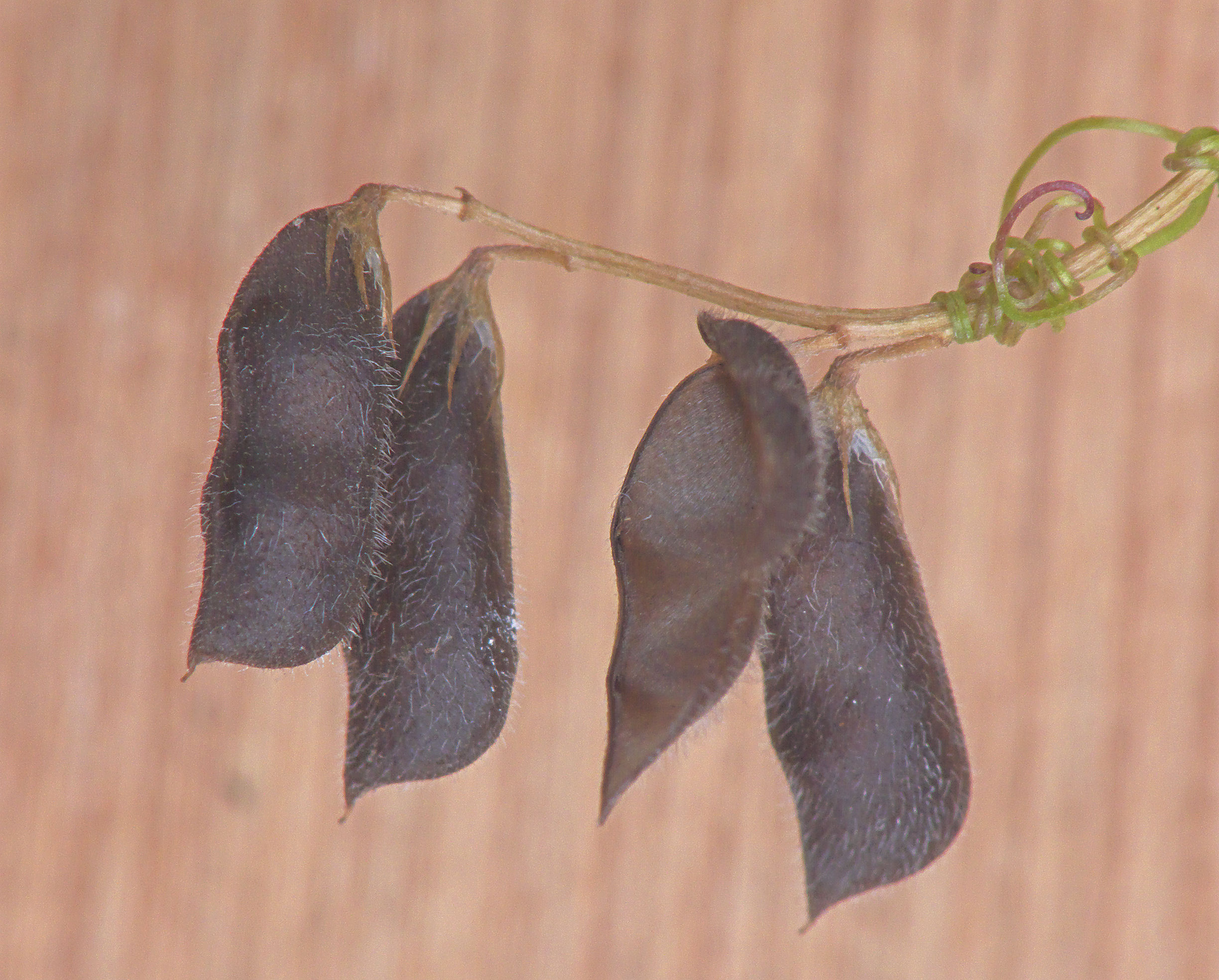
Peulen

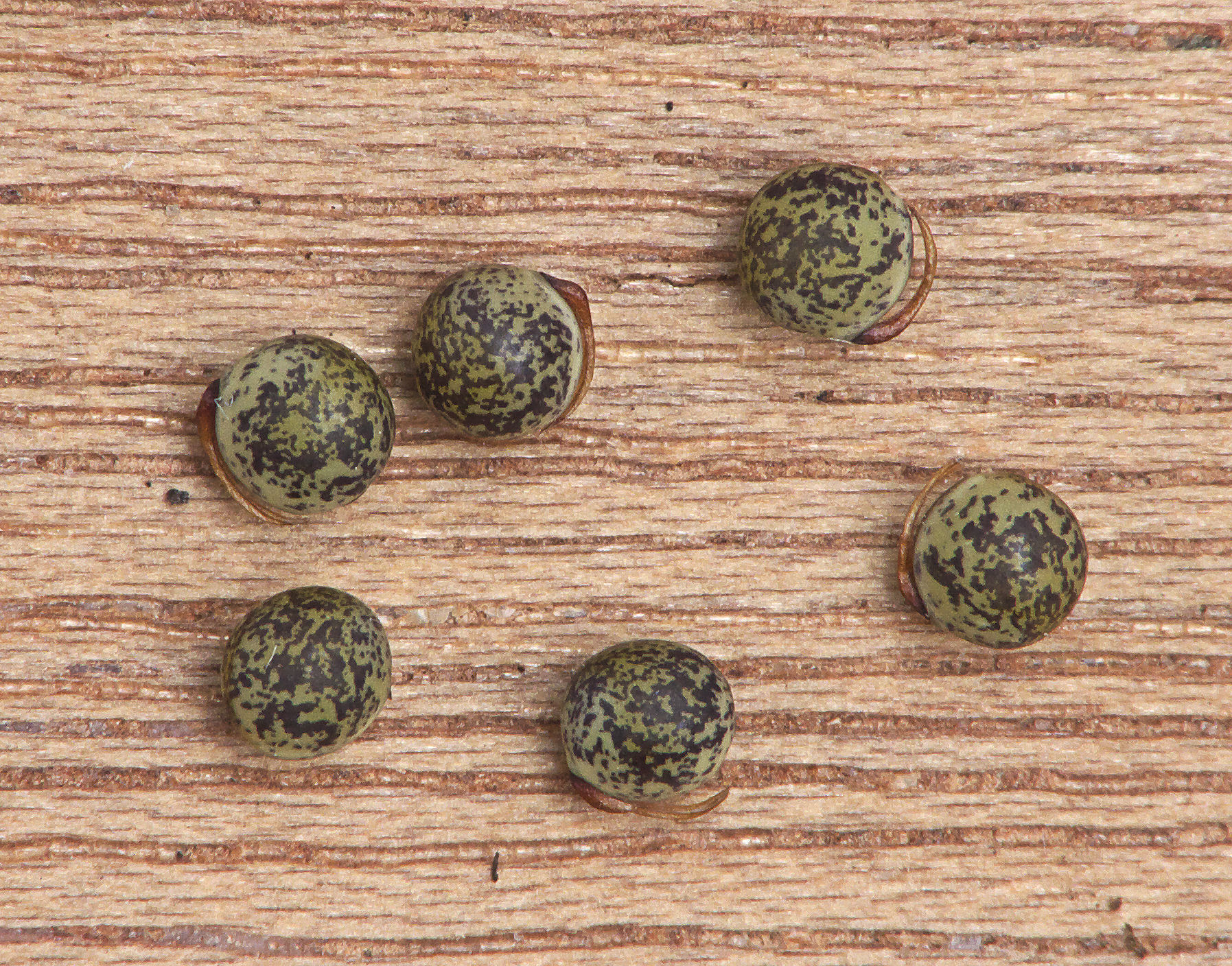
Zaden

De ringelwikke komt voor op droge, matig voedselrijke grond in akkerland, bermen en duinen.